# Хаджиахметович, Амир
Амир Хаджиахметович (босн. Amir Hadžiahmetović; род. 8 марта 1997, Нексё, Борнхольм) — боснийский футболист, полузащитник турецкого клуба «Бешикташ» и сборной Боснии и Герцеговины. Выступает на правах аренды за «Ризеспор»

## Клубная карьера
Амир Хаджиахметович, родившийся в городке Нексё на датском острове Борнхольм, начинал заниматься футболом в местном футбольном клубе. В 2009 году его семья перебралась в Сараево, где он стал тренироваться в «Железничаре», с которым и заключил свой профессиональный контракт. 2 августа 2014 года он дебютировал в боснийской Премьер-лиге, выйдя на замену в конце гостевого поединка против сараевского «Олимпика». 13 мая 2015 года Хаджиахметович впервые забил на высшем уровне, доведя счёт до разгромного в домашнем матче с командой «Младост».
В начале 2016 года Хаджиахметович перешёл в клуб турецкой Суперлиги «Коньяспор».